# 25-фунтовая укороченная пушка-гаубица
Royal Ordnance Quick Fire 25-pounder short (25-фунтовое скорострельное орудие (укороченное)) или просто «короткая 25-фунтовка» — австралийский вариант британской 25-фунтовой пушки-гаубицы. Разработан специально для ведения боевых действий в тропическом климате. Серийное производство орудия налажено в 1942 году, через год первые орудия поступили на вооружение австралийской армии. Использовалось несколькими артиллерийскими полками австралийской армии на Тихоокеанском театре Второй мировой войны. В 1946 году признано устаревшим.
Короткая 25-фунтовка считается первым артиллерийским орудием, серийное производство которого успешно удалось наладить в Австралии. Снабжение австралийских войск этими орудиями во многом повлияло на успешный ход боевых действий на Тихоокеанском побережье, однако вместе с тем орудие не было настолько эффективным, как его предшественник и прародитель, в связи с чем часто критиковалось артиллеристами.

## Предыстория
В 1940 году австралийские войска начали получать британскую 25-фунтовую гаубицу-пушку. Орудие хорошо себя зарекомендовало и к 1943 году стало стандартным вооружением австралийских батарей. В январе 1940 года правительство Австралии одобрило предложение о производстве 25-фунтовок в Австралии. Для выполнения этой задачи был построен государственный завод в Мэрибиронге (Мельбурн), где производились почти все основные части и детали орудия. Всего в производстве было задействовано около 200 предприятий. Первая 25-фунтовая пушка-гаубица австралийского производства сошла с конвейера в мае 1941 года, и на момент завершения программы в конце 1943 года было произведено 1527 таких орудий.
25-фунтовая пушка-гаубица прекрасно себя проявила в условиях открытого ландшафта Средиземноморского театра военных действий, но оказалась неудобной для ведения войны в джунглях. В Британской Малайе орудие ещё возможно было перевозить с помощью техники (примером может служить Малайская кампания), но в условиях Новой Гвинеи, где транспортная инфраструктура почти не была развита, перемещать орудия с побережья или от аэродромов можно было только вручную. В результате в ходе Новогвинейской кампании австралийские войска зачастую могли рассчитывать только на 3-дюймовый пехотный миномёт.

## Разработка
Австралийской армии срочно требовалось новое орудие: простое в эксплуатации с возможностью разбора на более лёгкие части и перевозки на самолётах или автомобилях. Армия располагала лишь небольшим количеством британских 3,7-дюймовых горных гаубиц, а поставка заказанных американских 75-мм гаубиц M116 не могла быть осуществлена немедленно. В сентябре 1942 года начальник Артиллерийского управления австралийской армии бригадир Джон О’Брайан предложил создать аналог 25-фунтовой пушки-гаубицы. Предложение было принято, и вся ответственность по разработке нового орудия легла на плечи армии, Управления по поставке вооружения (англ. Ordnance Production Directorate) и частной компании «Чарльз Раволт» (англ. Charles Ruwolt Pty Ltd). Работа началась в сентябре 1942 года и к январю 1943 года подходящее орудие было создано. Все три организации действовали очень слаженно благодаря своей мотивации и стремлению как можно скорее обеспечить армию необходимым вооружением. За это время США всё-таки договорились с Австралией о снабжении орудиями и поставили 38 гаубиц калибром 75 мм, некоторые из которых были отправлены войскам в Новую Гвинею.

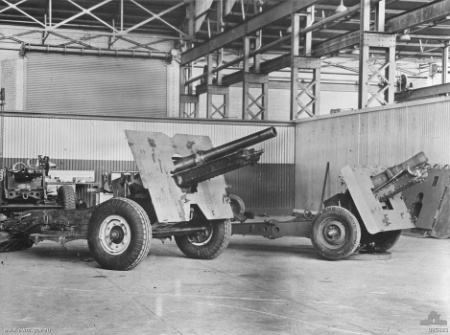
Прототипы: стандартная (слева) и короткая (справа) 25-фунтовые гаубицы. Щиты у серийных орудий были убраны

Новое орудие заимствовало достаточно много частей от своего предшественника из Великобритании, однако благодаря некоторым техническим новинкам австралийские конструкторы сумели уменьшить массу орудия. Самая основная модификация заключалась в укорачивании ствола и рекуператора, что снизило массу лафета. Также была создана новая система снижения отдачи, которая применялась и в орудиях, установленных на танках «Сентинел». Масса орудия составляла 1250 кг, длина ствола составляла 1266 мм, а максимальная дальность стрельбы составляла приблизительно 87 % от дальности стрельбы британской стандартной 25-фунтовки. Короткая 25-фунтовка могла использовать три типа стандартных снарядов, что позволяло вести огонь на дистанции до 9500 м (максимальная дальность составляла 10500 м, но для её достижения необходимо было использовать сверхтяжёлые снаряды, что не рекомендовалось делать слишком часто согласно инструкции по эксплуатации). Орудие могло вести огонь теми же снарядами, что и стандартная 25-фунтовка: осколочно-фугасными, бронебойными, дымовыми, газовыми, зажигательными и «бумажными» (для разбрасывания агитационных листовок). Изначально на орудие хотели поставить щит, но потом его решили убрать.
25-фунтовка не раз модифицировалась конструкторами, которые хотели повысить её мобильность. За две минуты пушку можно было разобрать на 13 или 14 частей, которые можно было сбросить с самолёта или перевезти на стандартном джипе (впрочем, только рекуператор и передняя часть лафета вместе весили 135 кг), причём последний вариант даже считался более выгодным. Сам орудийный передок нового орудия отличался от своего предшественника и включал в себя новый кузов и новые колёса. Орудия были оснащены специальными стабилизаторами, чтобы уменьшить давление на колёса при стрельбе, однако затем было решено их убрать, поскольку от этого возникало только ещё больше проблем.
Предварительные испытания прототипа завершились в начале декабря 1942 года. 2/1-й полевой полк войск Австралии испытал орудия в Новой Гвинее в начале 1943 года. Серийное производство началось примерно в то же время после небольших доработок: первый заказ, поступивший от имени армии Австралии, предполагал создание 112 пушек, а второй — чуть более ста (в качестве лафета использовался лафет Mk II с более крупными колёсами, что было действительно выгодным). Производство прекратилось в 1944 году, и к тому моменту было произведено 213 орудий. Согласно маркировке, орудие носило имя Ordnance QF 25-pounder Short (Aust) Mark I, однако в австралийской армии его название сокращали до слова Short.

## Служба

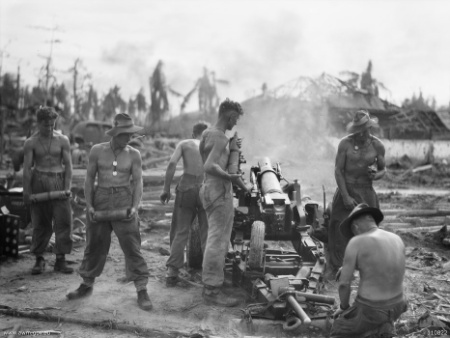
Артиллеристы 2/4-го полевого полка ведут огонь в ходе битвы за Баликпапан (июль 1945 года)

Орудия впервые официально поступили на службу войск Австралии в августе 1943 года, и каждый артиллерийский полк был оснащён новыми орудиями (хотя бы по одной такой пушке было в каждой из трёх батарей любого полка). После этого оснащения структура каждой полевой батареи выглядела примерно следующим образом: штаб, два отряда с четырьмя орудиями, семь джипов и трактор D6. Как и стандартная 25-фунтовка, эта пушка обслуживалась расчётом из шести человек. Командующий Новогвинейского артиллерийского корпуса, бригадный командир Л. Баркер предпочитал 75-мм американскую гаубицу и активно возражал против внедрения нового орудия, однако бригадир О’Брайан не учёл его мнение. Первые выстрелы из этих орудий прозвучали во время высадки 7-й австралийской пехотной дивизии в Надзабе: отряды 2/4-го полевого полка были сброшены на парашютах вместе с двумя орудиями. Первое орудие уже через час открыло огонь по японским позициям, а вот второе зазвучало только через два дня из-за проблем с буфером и рекуператором. Короткие 25-фунтовки использовались австралийскими артиллерийскими формированиями в Новой Гвинее, на Соломоновых островах и Борнео до конца войны, а из состава их вывели в 1946 году.
Короткая 25-фунтовка заслужила неоднозначную репутацию в армии. Некоторые артиллеристы были недовольны противооткатным устройством, а короткий ствол и отсутствие щита повышали риск разрыва ствола, что могло бы покалечить орудийный расчёт. Орудия иногда выходили из строя из-за несрабатывания этого противооткатного устройства или халатного обращения. Ещё одним существенным недостатком орудия был его крен при низком угле обстрела, что вынуждало экипаж вручную поддерживать ствол (такое было с 4,5-дюймовой гаубицей). Другими проблемами были низкий темп стрельбы (от 3 до 4 выстрелов в минуту) и проблемы с буксировкой. Критика шла и в адрес производителей: некоторые орудия оказывались бракованными, а командир 2/4-го полевого полка даже отказался отправлять орудия своим подопечным, поскольку посчитал их некачественными. Впрочем, независимые эксперты заявили, что подобная критика о браке и халатности на производстве не имеет никакой основы. Самой основной проблемой являлось то, что само орудие из-за своего низкого ранга серьёзно уступало обычной 25-фунтовке. 9-я пехотная дивизия порекомендовала зарезервировать орудия только для специальных операций, надеясь на то, что вскоре короткая 25-фунтовка станет популярнее основной.
Уже после войны о пушке стали отзываться менее критично. В официальной истории Австралии упоминаются все недостатки орудия, однако они оправдываются тем, что условия эксплуатации орудия были особыми, и в этих условиях только короткая 25-фунтовка могла проявить себя с лучшей стороны, что и произошло в ходе войны. Генерал-майор в отставке Стивен Гоуэр назвал это орудие «безоговорочно одним из значительнейших достижений военной промышленности Австралии в годы войны». Британский историк Крис Генри писал: «Орудие принесло много пользы, а его надёжность позволяла продержаться в джунглях, несмотря на многочисленные лишения».